# Consejería de Deportes de la Generalidad de Cataluña
La consejería de Deportes es una de las consejerías del Gobierno de Cataluña 2024-. Esta consejería fue creada el 12 de agosto de 2024 separando las competencias que poseía la Consejería de Presidencia y adquiriendo la denominación actual. El actual consejero es Bernardo Álvarez.

## Competencias
El DECRETO 133/2024, del 12 de agosto, de creación, denominación y determinación del ámbito de competencia de los departamentos de la Administración de la Generalidad de Cataluña, establece las competencias de las distintas consejerías de la Generalidad de Cataluña.
Las competencias de esta Consejería incluyen la dirección de las políticas deportivas, así como el desarrollo de las políticas en materia de deporte y el impulso al fomento de la actividad física, la promoción de los agentes asociativos y del tejido deportivo además de potenciar el derecho al deporte favoreciendo la inclusión social.

## Consejeros
| Denominación | Titular          | Titular | Partido | Partido | Periodo              | Periodo     | Generalidad | Generalidad | Generalidad   |
| Denominación | Titular          | Titular | Partido | Partido | Inicio               | Fin         | Gobierno    | Presidente  | Presidente    |
| ------------ | ---------------- | ------- | ------- | ------- | -------------------- | ----------- | ----------- | ----------- | ------------- |
| Deportes     | Bernardo Álvarez |         |         | PSC     | 12 de agosto de 2024 | En el cargo | Illa        |             | Salvador Illa |